# Carlos Drummond de Andrade
Carlos Drummond de Andrade (Itabira, 1902. október 31. – Rio de Janeiro, 1987. augusztus 17.) brazil költő, újságíró, író, forgatókönyvíró és gyermekkönyvíró. A portugál, spanyol és skót felmenőkkel is rendelkező, agnosztikus Drummondot a 20. század egyik legnagyobb brazil költőjének tartják.

## Élete
Itabira bányászvárosban, Minas Gerais állam „vas-fővárosában” született, ahol apja négy farmot birtokolt. Tizenhárom testvére volt, de csak hatan érték meg a felnőttkort. Gyermekkorában nagy hatással voltak rá a farmokon dolgozó néger rabszolgák spiritualitása, szokásai, és történetei. Ugyanakkor klasszikus nyugati irodalmat is olvasott, megalapozva gazdag irodalmi képzeletét. A jezsuita iskolából kicsapták „szellemi fegyelemsértés” miatt, ezután Belo Horizonte városába költözött, ahol gyógyszerésznek tanult, és több ifjú íróval is barátságot kötött. 1925-ben letette a gyógyszerészi vizsgát, de sosem dolgozott ebben a munkakörben; 1929-ben köztisztviselői állást kapott Minas Gerais államban, majd 1934-től Rio de Janeiróban. Az 1940-es években szimpatizált a kommunistákkal, de az ideológiai megszorítások és cenzúra miatt kiábrándult belőlük. 1964-ben vonult nyugdíjba.

## Pályája
Saját bevallása szerint Drummond karrierje nem irodalmi ambícióinak volt köszönhető, hanem annak a szükségletének, hogy hangot adjon érzéseinek és érzelmeinek. A hallgatag, visszahúzódó Drummond számára a művészet egy ideális terep volt érzései kifejezésére; életét és művészetét metamorfikus kapcsolat kötötte össze. Ars poeticáját Procura da poesia versében írja le.
Belo Horizontéban ismerkedett meg a modernizmussal, és maga is ebben a stílusban kezdett alkotni. Útját a modernizmus nagy alakjai, Oswald de Andrade és Mário de Andrade egyengették, és 1925-re Drummond is elismert költő lett. Első verseskötete 1930-ban jelent meg saját kiadásban, és kritikailag sikeres volt. Legelső nagy számban nyomtatott kötete az 1942-es Poesías volt; ezzel nemzeti ismertségre tett szert. A költészet mellett újságíróként és kritikusként is dolgozott.

## Képek

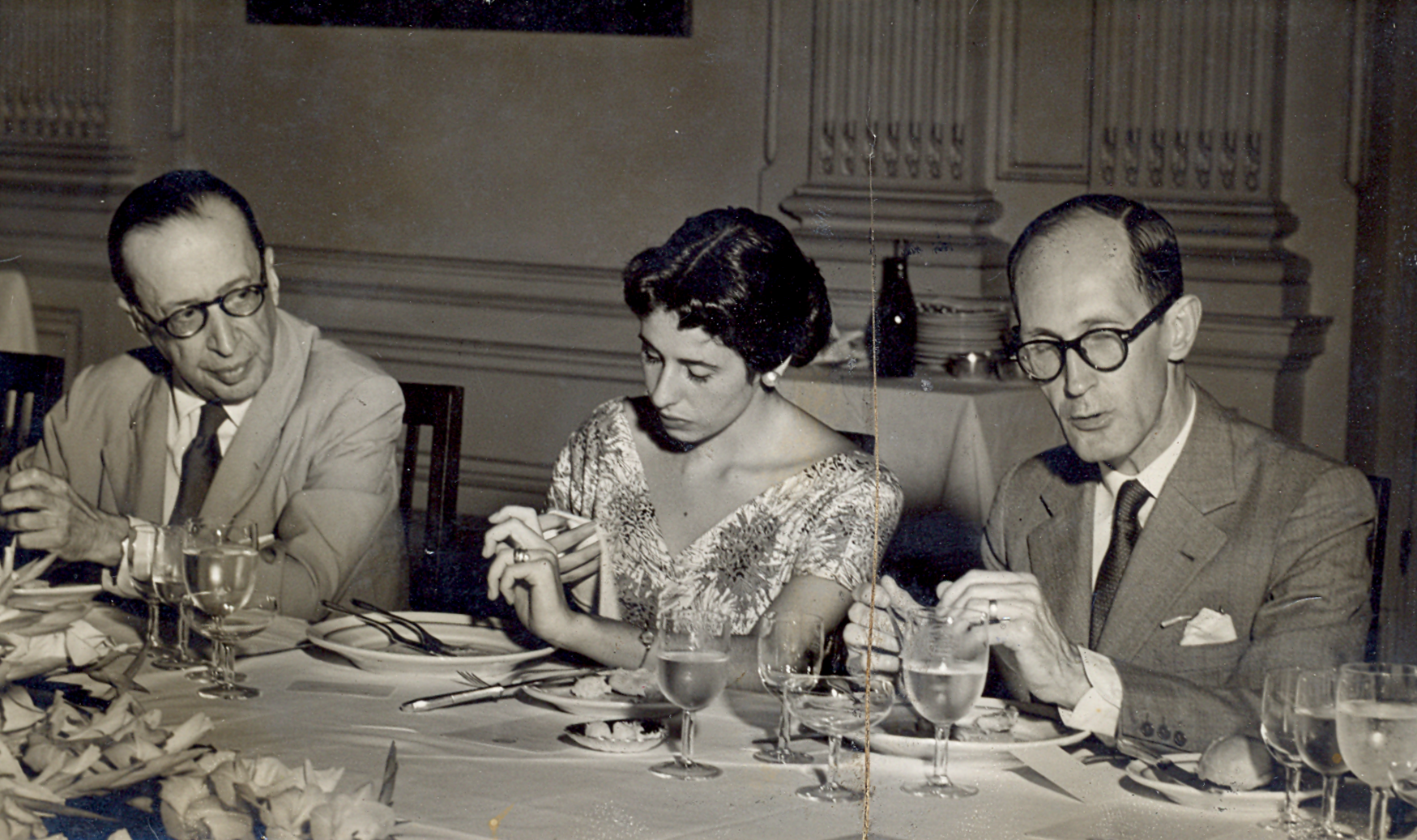
Drummond (jobbra) és Manuel Bandeira
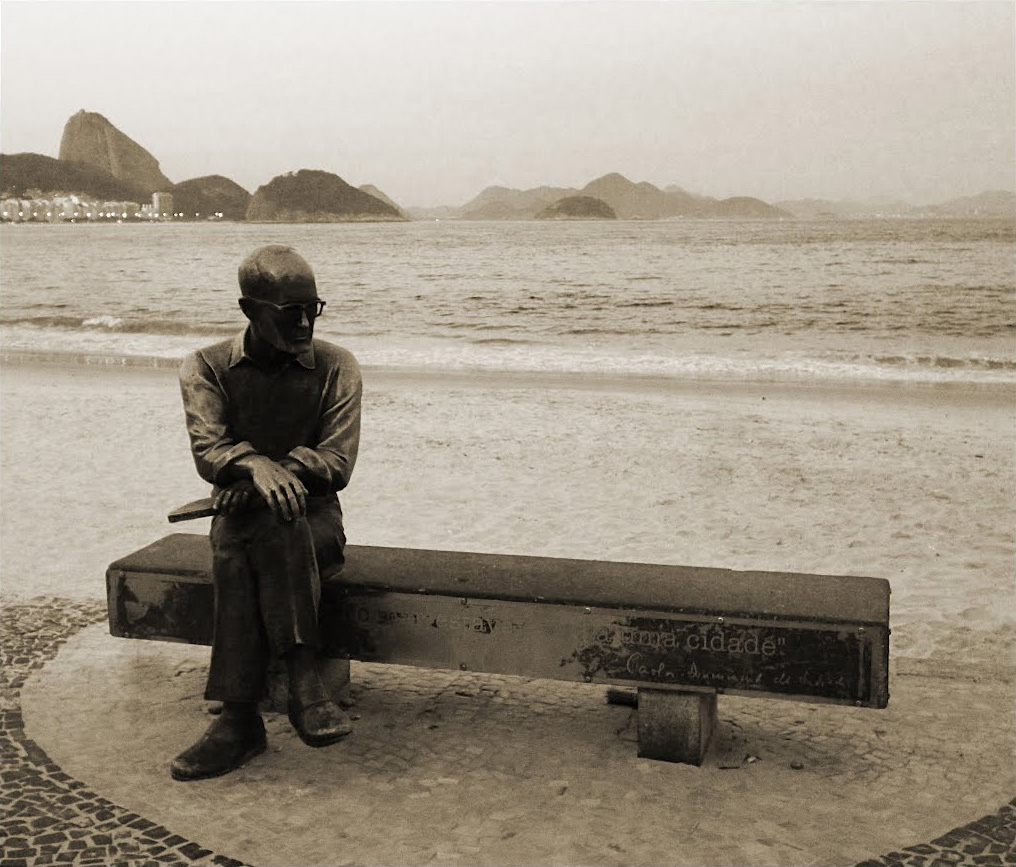
Szobra Rióban, háttérben a Cukorsüveg-hegy
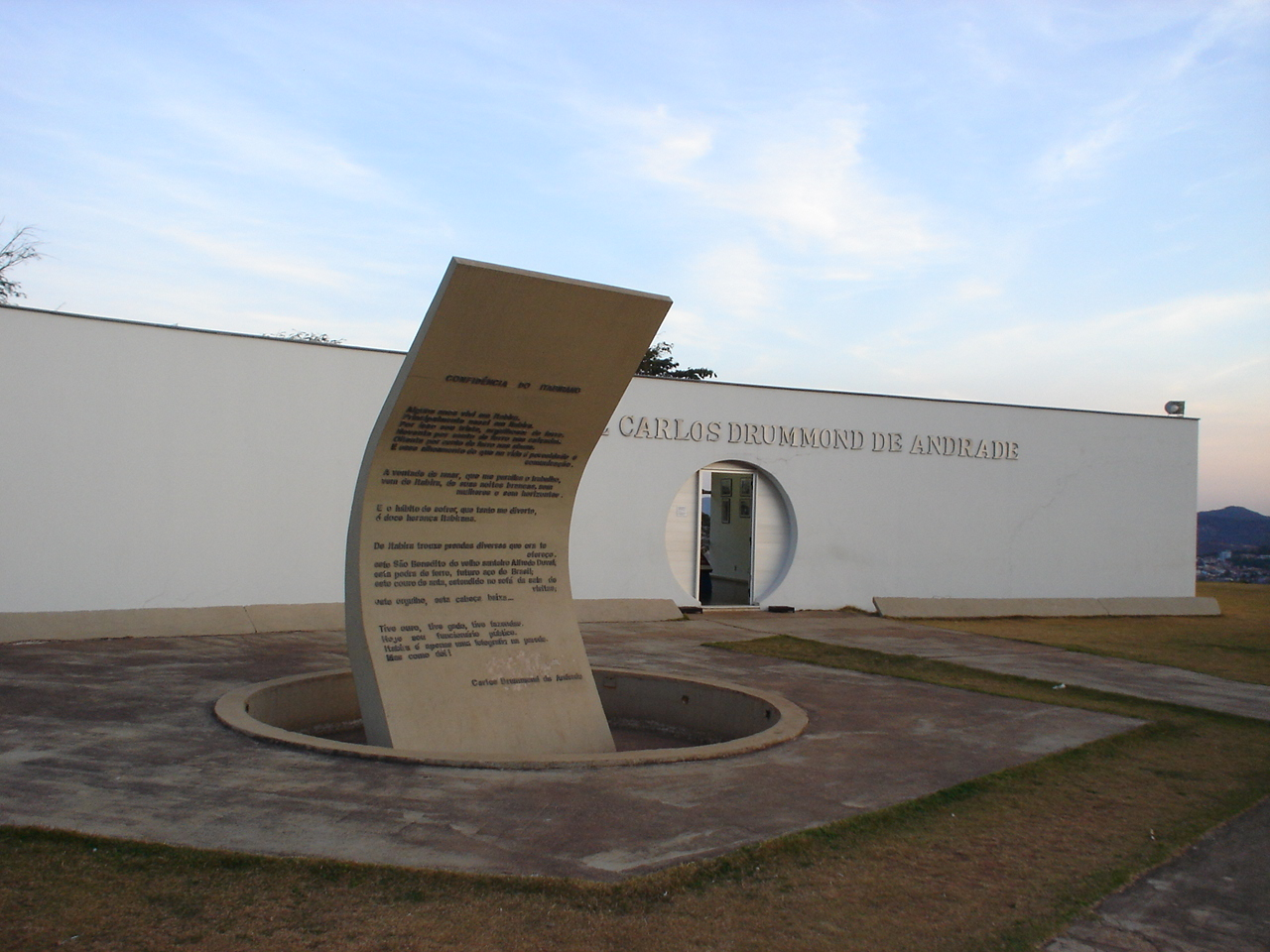
Emlékmű szülővárosában